# Dicranomyia dreisbachi
Dicranomyia dreisbachi är en tvåvingeart som först beskrevs av Alexander 1965.  Dicranomyia dreisbachi ingår i släktet Dicranomyia och familjen småharkrankar. Inga underarter finns listade i Catalogue of Life.